# Ernst I av Sachsen-Coburg-Gotha
Hertig Ernst I av Sachsen-Coburg-Gotha, hette först Ernst I av Sachsen-Saalfeld-Coburg, född 2 januari 1784 i Coburg, död 29 januari 1844 i Gotha,  var hertig av Sachsen-Coburg-Gotha från 1826 genom ett byte där han övertog de territoriellt åtskilda hertigdömena Coburg och Gotha när han avstod furstendömena Saalfeld och Themar till Meiningen. 
Son till Frans Fredrik av Sachsen-Coburg-Saalfeld och Augusta Reuss-Ebersdorf. Gift första gången 1817 i Gotha med Louise av Sachsen-Gotha-Altenburg (skilda 1826). Gift andra gången 1832 i Coburg med sin systerdotter, Marie av Württemberg (1802-1860), dotter till Alexander Fredrik av Württemberg och Antonia av Sachsen-Coburg-Saalfeld.
Barn:
1. Ernst II av Sachsen-Coburg-Gotha (1818-1893)
2. Albert av Sachsen-Coburg-Gotha (1819-1861) , gift med drottning Viktoria av Storbritannien